# Popowce (rejon wołoczyski)
Popowce (ukr. Попівці) – wieś w rejonie wołoczyskim obwodu chmielnickiego Ukrainy.
W Popowcach urodził się polski lekarz i filozof medycyny Stanisław Trzebiński.

## Zabytki
- dwór parterowy, murowany, w części centralnej piętrowy nakryty dachem dwuspadowym, skrzydła kryte dachem trójspadowym. Od ogrodu półokrągły portyk[2].